# Metapelma albisquamulata
Metapelma albisquamulata är en stekelart som beskrevs av Günther Enderlein 1912. Metapelma albisquamulata ingår i släktet Metapelma och familjen hoppglanssteklar. Inga underarter finns listade i Catalogue of Life.